# Trompe-l'œil (téléfilm)
Pour les articles homonymes, voir Trompe-l'œil (homonymie).
Trompe-l'œil (The Front) est un téléfilm américain réalisé par Tom McLoughlin, diffusé le 17 avril 2010 sur Lifetime. C'est la suite du téléfilm Patricia Cornwell : Tolérance zéro (At Risk).

## Synopsis
Dans la banlieue de Boston, un inspecteur est chargé par un procureur de rouvrir une vieille affaire de meurtre, ce qui met sa vie en danger.

## Fiche technique
- Titre original : The Front
- Titre français : Trompe-l'œil
- Réalisation : Tom McLoughlin
- Scénario : John Pielmeier (en) et Patricia Cornwell (d'après son roman)
- Pays d'origine :  États-Unis
- Langue originale : anglais
- Durée : 90 minutes

## Distribution
- Andie MacDowell : Monique Lamont
- Daniel Sunjata (VF : Cédric Dumond) : Win Garano
- Ashley Williams (VF : Véronique Picciotto) : Stump
- Joe Grifasi : Monsieur Zeffirelli
- Dane DeHaan : Cal Tradd
- Diahann Carroll : Nana
- Zak Santiago (VF : Olivier Chauvel) : Roy
- David Keeley : Howard Mather
- Richard Leacock : Steve Lindstedt
- Barry MacGregor : Eric
- Carolyne Maraghi (VF : Véronique Rivière) : Tracy
- Jamie Mason : Chloe
- Sean McCann : le docteur Hunter
- Kerri Smith (de) : Raggedy Ann
- Shant Srabian : Farouk
- Patricia Cornwell : la serveuse
- Stephanie Crosby : la présentatrice télé
- Zoé Doyle : l'infirmière
- Rutherford Gray : l'inspecteur
- Staci Gruber : le barman
- Quancetia Hamilton : l'aide à domicile
- Heather Hanson : la mère de Cal
- Jack Hourigan : le journaliste